# Querelle des Anciens et des Modernes
La querelle des Anciens et des Modernes (polemica degli antichi e dei moderni) è una polemica nata nell'Académie française che agitò l'ambiente letterario e artistico francese della fine del XVII secolo.

## Definizione
La «querelle» oppose due correnti:

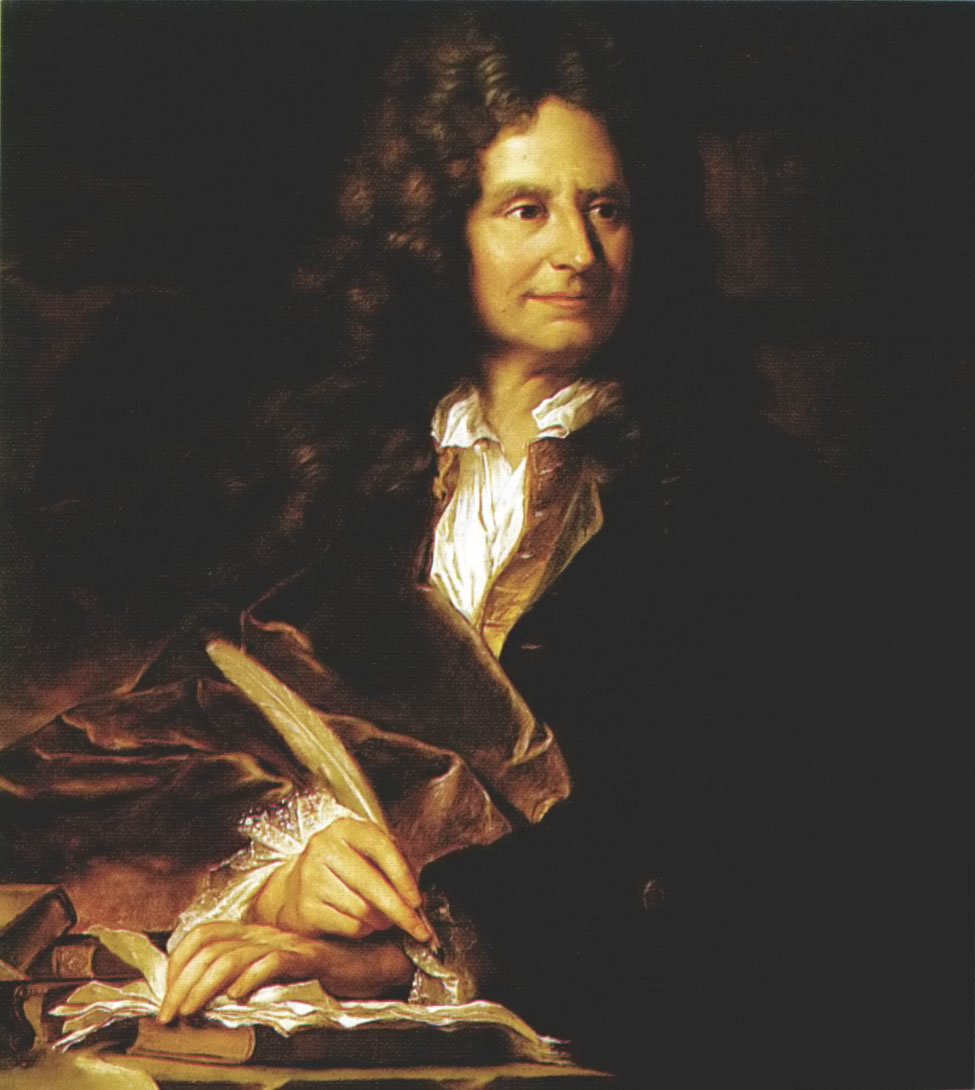
Boileau ritratto da Rigaud

- Gli Antichi, capeggiati da Nicolas Boileau, erano sostenitori di una concezione particolare della creazione artistica, vista come semplice imitazione degli autori antichi; la tesi si fondava sull'idea che gli antichi greci e romani avevano raggiunto una volta per tutte la perfezione artistica e che, pertanto, non essendo possibile fare meglio, occorresse imitarli. La scelta di Racine di scrivere tragedie di soggetti già trattati dai tragediografi greci, illustra bene questa concezione della letteratura, rispettosa della regola delle tre unità e del decoro, già elaborata dai poeti classici a partire dalla Poetica di Aristotele.

- I Moderni, rappresentati da Charles Perrault, sostenitori delle alte qualità degli artisti del secolo di Luigi XIV, affermavano, al contrario, che gli autori classici non erano affatto insuperabili e che la creazione letteraria doveva rinnovarsi; essi chiedevano una letteratura che fosse interprete dell'epoca contemporanea e che ricercasse nuove forme artistiche.

Questo, almeno, era il dibattito che si manifestava pubblicamente, ma sotto l'aspetto progressivo dei Moderni si nascondevano anche giochi di potere: mentre infatti, fra gli antichi, Boileau era vicino a Port-Royal e difendendo gli antichi, egli difendeva, in nome della diversità delle eredità letterarie ricevute dal passato, margini di libertà nella Repubblica delle lettere, i moderni erano presi da una sorta di furore normalizzatore. «Per tutta la Querelle, che si tratti di Euripide o d'Omero, sotto Luigi XIV sono i sostenitori degli antichi ad accettare ciò che è vivo, sconcertante, stravolgente nella rappresentazione della vita umana dei poeti antichi, mentre i moderni sono favorevoli a convenzioni morali ed estetiche uniformi e conformistiche».

## La storia
Una prima «querelle» - italiana – fra antichi e moderni si apre nel Rinascimento. I moderni sono gli antiscolastici. La «querelle» in Italia annuncia quella francese ma ha caratteri del tutto diversi. «La prima persegue l'analisi comparativa (la syncrisis, il paragone, il confronto) iniziata nel Rinascimento tra due epoche delle lettere, delle arti e dei costumi. Il fatto è che le lettere si sentono sradicate nella Repubblica delle lettere più che in ogni altro paese contemporaneo. Il paragone fra antichi e moderni è per loro una condizione di libertà di espressione. In Italia si tratta meno di una Querelle che di un campionato. La Querelle francese, invece, è una questione di letterati che hanno gli occhi fissi sul re; essi fanno o faranno parte della costellazione delle Accademie della francese Repubblica delle lettere nello Stato monarchico. Nel cuore dell'aspro dibattito non ci si sorprende di riconoscere che essi rivaleggiano sul problema di chi detenga il metodo migliore di lodare il re».
Perrault aprì le ostilità il 27 gennaio 1687 presentando all'Académie française, in occasione della guarigione da una malattia di Luigi XIV, il poema Le siècle de Louis le Grand, nel quale faceva l'elogio dell'epoca di re Luigi come ideale, rimettendo in causa la funzione di modello fornito fino ad allora dall'antichità.
(Charles Perrault, da Le siècle de Louis le Grand)

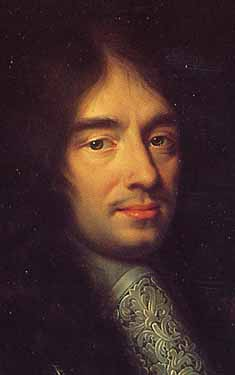
Charles Perrault

L'uscita di Perrault – che ironicamente vedeva un'antichità dotta ma non illuminata come il tempo moderno – provocò l'immediata protesta di Boileau. La polemica si gonfiò con la pubblicazione di Perrault dei quattro volumi del Parallèle des anciens et des modernes a partire dal 1688, ove egli attaccava gli antichi comparando, in un dialogo fittizio, le realizzazioni degli antichi con le moderne conquiste in tutti gli aspetti della vita umana. La polemica ruotava essenzialmente su due opposti modelli estetici: il principio dell'imitazione orientato all'antico come ideale di bellezza e, di contro, il principio del genio dell'immaginazione che pone l'ispirazione in sé stesso.
(Charles Perrault, da Parallèle des anciens et des modernes en ce qui regarde les arts et les sciences)
L'antichità fu bella ed è venerabile, dunque, ma era costituita da »uomini come noi» e non è il caso d'inginocchiarsi davanti ad essa: il secolo di Luigi val bene quello di Augusto. Una concessione agli antichi che comportava però anche l'equivalenza di re Luigi all'imperatore Augusto spiazzava non poco i sostenitori dell'antico cosicché, con gli auspici di Antoine Arnauld, le due parti si riconciliarono il 30 agosto 1694, con l'abbraccio pubblico di Perrault e Boileau all'Académie française. La reazione del pubblico dell'epoca potrebbe far ritenere che Perrault e il suo partito avessero vinto, ma non fu una vittoria netta, essendosi la querelle in qualche modo esaurita da sé.

### Nel Settecento
Il dibattito conobbe una ripresa nella seconda metà del XVIII secolo con una riproposizione, da parte di Houdar de la Motte, nel 1714 – quando ormai Perrault e Boileau erano morti – della traduzione dell'Iliade di Anne Lefèbvre Dacier pubblicata nel 1699, dove de la Motte aveva «corretto» e accorciato l'originale, accompagnata da una prefazione contenente un Discorso di Omero in cui si prendono le difese dei moderni. Anne Dacier replicò col suo Des causes de la corruption du goût dove ella dibatte, riferendosi al Parallèle di Perrault, la questione della priorità dell'originale o della traduzione.

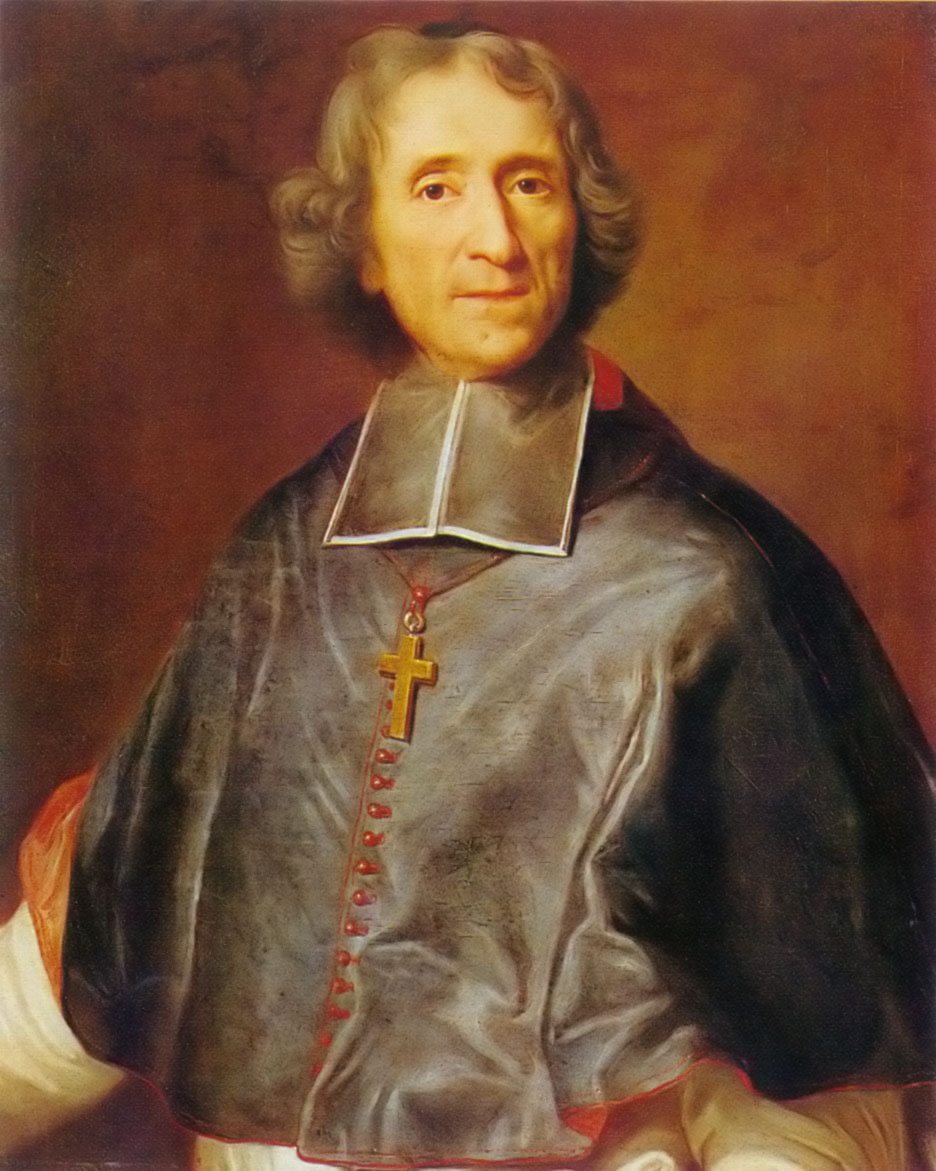
Fénelon ritratto da Vivien

La polemica, in cui autori molto diversi fra loro, come Fénelon, l'abate Jean Terrasson e Jean Boivin intervennero, terminò nel 1716 con la riconciliazione personale dei protagonisti. Nella storia della letteratura francese è nota come «Querelle d'Homère». Tuttavia, anche dopo questo nuovo esaurimento del conflitto, le ripercussioni della «querelle des Anciens et des Modernes» si rifecero sentire nel corso del secolo dei Lumi, proseguendo ancora nell'Ottocento romantico.
Marivaux fu un importante rappresentante della corrente moderna all'inizio del Settecento, stabilendo un genere di teatro del tutto nuovo, sconosciuto agli antichi, ossia la «comédie larmoyante», sentimentale, dove un dramma imminente si risolve con la riconciliazione e un abbondante spargimento di lacrime.
La «querelle des Anciens et des Modernes» servì in effetti da copertura, spesso piena di spirito, a opposte opinioni: da una parte, era l'idea stessa di autorità a essere attaccata e dall'altra, era l'idea di progresso a essere messa in discussione. Questo rinnovato interesse per l'antichità classica si tradusse in un riesame critico delle acquisizioni dell'antichità che finì per sottomettere le Scritture stesse all'esame dei moderni. L'attacco all'autorità nella critica letteraria andò di pari passo con il progresso della ricerca scientifica e la sfida gettata all'autorità dai moderni nel campo letterario annunciava già la rimessa in questione di problemi politici e religiosi.

### In Europa
Già iscritta in una lunga tradizione europea di contestazione di strutture simili (in particolare nel Rinascimento, quando Galileo Galilei ridicolizzò l'autorità accordata ad Aristotele nel suo Dialogo sopra i due massimi sistemi del mondo), la «querelle des Anciens et des Modernes» esplosa con la polemica fra Perrault e Boileau fu subito percepita oltre le frontiere e adattata alle circostanze locali.
La Gran Bretagna dell'epoca prese la querelle meno seriamente. Alla fine del Seicento, Sir William Temple prese le parti degli antichi nel suo Essay upon the ancient and modern learning (Saggio sulle conoscenze degli antichi e dei moderni, 1690) in reazione alla Digression sur les Anciens et les Modernes (1688) di Fontenelle, che riprende l'immagine, risalente a Bernardo di Chartres e Isaac Newton, secondo la quale «siamo dei nani seduti sulle spalli di giganti», e dunque i moderni, utilizzando le conquiste degli antichi, vedono più lontano e giudicano meglio e possono fare meglio. L'immagine provocò una valanga di risposte: il critico William Wotton, con le sue Reflections upon ancient and modern learning (Riflessioni sullo studio antico e moderno, 1694), il critico classicista Richard Bentley e Alexander Pope furono, in quest'occasione, fra coloro che presero le parti dei moderni.

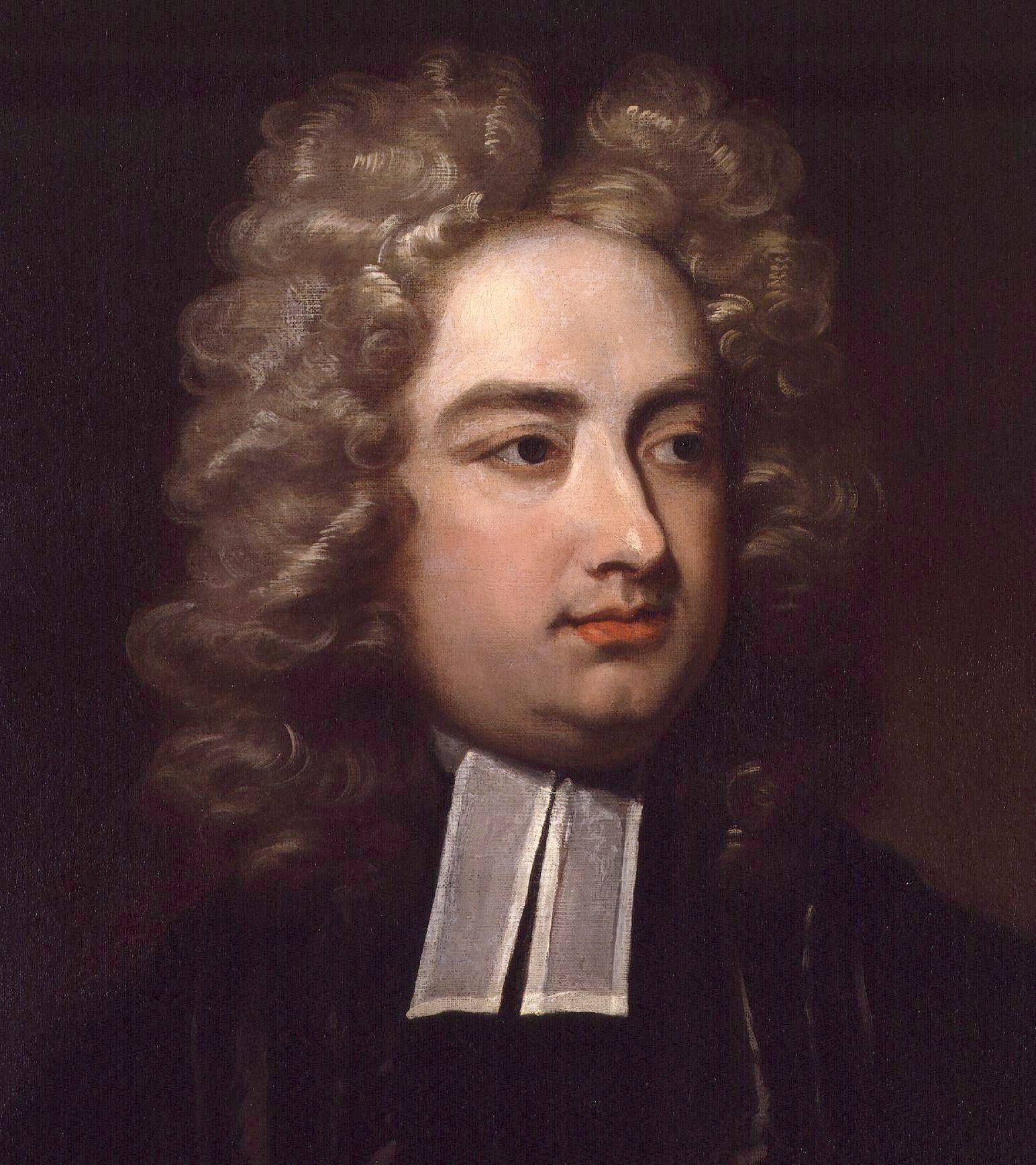
Jonathan Swift

Benché il dibattito si chiudesse nel 1696, il soggetto stimolò Swift che vide nei due opposti campi un riassunto di due maniere di valutare il mondo, tema sviluppato nella satira Favola della botte (A Tale of a Tub), composta fra il 1694 e il 1697 e pubblicata nel 1704, molto dopo la fine della polemica in Francia. L'espressione «battaglia dei libri» deriva dalla satira pubblicata anonimamente nel 1704 da Swift, Full and True Account of the Battle fought last Friday between the Ancient and the Modern Books in St. James's Library (Resoconto completo e vero della battaglia sopravvenuta venerdì scorso tra le opere antiche e quelle moderne nella biblioteca di St. James).
La «querelle des Anciens et des Modernes» ebbe una versione tedesca con la polemica riguardante il «meraviglioso» tra Johann Christoph Gottsched, Johann Jakob Bodmer e Johann Jakob Breitinger Johann Joachim Winckelmann ha pure svolto un ruolo importante, in particolare i suoi Gedanken über die Nachahmung der Griechischen Werke in der Malerei und Bildhauer-Kunst (Pensieri sull'imitazione delle opere greche in pittura e scultura, 1755). Verso la fine del Settecento, analogo tema apparve in Herder, Schiller e Schlegel.

### La «querelle» nella filosofia del Novecento
Dopo che Benjamin Constant, durante la Restaurazione, in un celebre Discorso sulla libertà degli Antichi paragonata a quella dei Moderni, aveva già fatto questa distinzione, il filosofo Leo Strauss riprese nel Novecento la tematica della differenza tra l'esperienza della vita politica degli antichi e l'esperienza dei moderni, esperienza radicata nell'ira antiteologica di Machiavelli e Hobbes, per espandersi nelle nuove concezioni della libertà sorta dal movimento illuminista. Uno dei protagonisti di questa tipo di «querelle» nei tempi moderni è Jean-Jacques Rousseau.

## Opere di riferimento
Antichi
1. Antoine Furetière, Nouvelle allégorique (1659)
2. Nicolas Boileau, Satires (1666-1668) – Traité du sublime de Longin (1674) – L'Art poétique (1674) - Ode sur la prise de Namur / Discours sur l'Ode (1693) – Réflexions sur Longin (1694) – Satire X (1694)
3. René Rapin, Réflexions sur la Poétique d'Aristote (1674)
4. Jean Racine, Prefazione alla Iphigénie (1675) e a Phèdre (1677)
5. Nicolas Pradon, Phèdre et Hippolyte (1677)
6. La Fontaine, Épître à Huet (1687)
7. Jean de La Bruyère, Les Caractères (1688) – Préface du Discours de réception à l'Académie Française (1694)
8. Longepierre, Discours sur les Anciens (1688)
9. Anne Dacier, L'Iliade d'Homère traduite en français avec des remarques (1711) - Des causes de la corruption du goût (1714) – La Suite de la corruption du goût (1716)
10. Fénelon, Lettres à l'Académie (1714) – Lettre sur les occupations de l'Académie (1716)
11. Étienne Fourmont, Examen pacifique de la querelle de Madame Dacier et Monsieur de La Motte (1716)
12. Giacomo Leopardi, Lettera ai Signori compilatori della Biblioteca Italiana (1816)

Moderni:
1. Poemi epici di Le Moyne (Saint-Louis, 1653), Georges de Scudéry (Alaric, 1654), Antoine Godeau (Saint-Paul, 1656), Jean Chapelain (La Pucelle, 1657), Jean Desmarets de Saint-Sorlin (Clovis, 1657), Le Laboureur (Charlemagne, 1664)
2. Jean Desmarets de Saint-Sorlin, La comparaison de la langue et de la poésie française avec la grecque et la latine (1670) – Défense du poème héroïque (1675) - Défense de la poésie et de la langue française (1675)
3. Michel de Marolles, Traité du poème épique (1662)
4. Le Laboureur, Avantages de la langue française (1667)
5. Paul Pellisson, Relation contenant l'Histoire de l'Académie Françoise (1672)
6. François Charpentier, Défense de la langue françoise pour l'Arc de triomphe (1676) – De l'excellence de la langue françoise (1683)
7. Michel de Marolles, Considérations en faveur de la langue françoise (1677)
8. Charles Perrault, Le siècle de Louis le Grand (1687) – Parallèles des Anciens et des Modernes (1688-1697) – Des hommes illustres qui ont paru en France (1696-1711)
9. Fontenelle, Dialogues des morts (1683) – Digression sur les Anciens et les Modernes (1687)
10. Saint-Evremont, Sur les poèmes des Anciens (1686) - Sur la dispute touchant les Anciens et les Modernes (1692)
11. Pierre Bayle, Dictionnaire historique et critique (1695-1697)
12. Antoine Houdar de la Motte, L'Iliade en vers français (1714) – Réflexions sur la critique (1715)
13. Jean Terrasson, Dissertation critique sur l'Iliade d'Homère (1715)
14. François Hédelin, Conjectures académiques, ou dissertation sur l'Iliade (1715)

## Principali esponenti degli Antichi e dei Moderni
È bene sottolineare che, in questa polemica storico-letteraria, ciascun esponente propendeva a porsi in uno dei due opposti schieramenti, senza che questi costituiscano dei club ai quali ciascuno fosse iscritto.
| Antichi                      | Date            | Moderni                        | Date            |
| ---------------------------- | --------------- | ------------------------------ | --------------- |
| Montaigne                    | 1533-1592       | Jean Bodin                     | 1530-1596       |
| Francis Bacon                | 1561-1626       | Scipion Dupleix                | 1569-1661       |
| Mersenne                     | 1588-1648       | Jean-Louis Guez de Balzac      | 1595-1654       |
| Gabriel Naudé                | 1600-1653       |                                |                 |
| Charles de Sainte-Maure      | 1610-1690       | Jean Desmarets de Saint-Sorlin | 1595-1676       |
| Saint-Evremond               | circa 1615-1703 |                                |                 |
| Antoine Arnauld              | 1612-1694       | Cartesio                       | 1596-1650       |
| François de La Rochefoucauld | 1613-1680       |                                |                 |
| Olivier Le Fèvre d'Ormesson  | 1616-1686       | Nicolas de Rampalle            | 1603-1660       |
| Furetière                    | 1619-1688       | Corneille                      | 1606-1684       |
| Il principe di Condé         | 1621-1686       | Jacques Rohault                | circa 1617-1672 |
| La Fontaine                  | 1621-1695       | Charles Le Brun                | 1619-1690       |
| Madame de Sévigné            | 1626-1696       | Blaise Pascal                  | 1623-1662       |
| Jacques Bénigne Bossuet      | 1627-1704       | Charles Perrault               | 1628-1703       |
| William Temple               | 1628-1699       |                                |                 |
| Pierre-Daniel Huet           | 1630-1721       |                                |                 |
| Madame de Thianges           | 1631-1693       | Jean-Baptiste Lully            | 1632-1687       |
| Madame de La Fayette         | 1634-1693       | Pierre-Sylvain Régis           | 1632-1707       |
| Madame de Maintenon          | 1635-1719       | Philippe Quinault              | 1635-1688       |
| Nicolas Boileau              | 1636-1711       | Madame Deshoulières            | 1638-1694       |
| Jean Racine                  | 1639-1699       | Nicolas Malebranche            | 1638-1715       |
| Madame de Montespan          | 1640-1707       | Gabriel Guéret                 | 1641-1688       |
| Jean de La Bruyère           | 1645-1696       |                                |                 |
| Fénelon                      | 1651-1715       |                                |                 |
| Anne Dacier                  | 1654-1720       |                                |                 |
| Longepierre                  | 1659-1721       | Bernard de Fontenelle          | 1657-1757       |
| Jean Boivin                  | 1663-1726       |                                |                 |
| Claude-François Fraguier     | 1660-1728       |                                |                 |
| Jonathan Swift               | 1667-1745       | William Wotton                 | 1666-1726       |
| Limojon de Saint-Didier      | 1669-1739       | Giambattista Vico              | 1668-1744       |
| Académie Lamoignon           | 1670            | Jean Terrasson                 | 1670-1750       |
| Abbé du Bos                  | 1670-1742       |                                |                 |
| Marquise de Caylus           | 1671-1729       | Antoine Houdar de La Motte     | 1672-1731       |
| Antonio Schinella Conti      | 1677-1749       |                                |                 |
| Rémond de Saint-Mard         | 1682-1757       |                                |                 |
| Abbé de Pons                 | 1683-1732       | Saint-Hyacinthe                | 1684-1746       |
|                              |                 | Alexander Pope                 | 1688-1744       |
| Johann Christoph Gottsched   | 1700-1766       | Voltaire                       | 1694-1778       |
| Jean-Jacques Rousseau        | 1712-1778       | Diderot                        | 1713-1784       |
| Giacomo Leopardi             | 1798-1837       | Madame de Staël                | 1766-1817       |